# 金婆婆與銀婆婆
金婆婆與銀婆婆（日语： Kinsan Ginsan，1892年8月1日—2000年1月23日／2001年2月28日）是雙胞胎成田金（成田 きん）及蟹江銀（蟹江 ぎん）的綽號。她們出生於大日本帝國愛知縣愛知郡（今名古屋市），舊姓，一度是吉尼斯世界纪录記載的“人类史上最长寿双胞胎”（分別為107岁與108岁，2021年9月紀錄被打破）。而且由於兩人百歲高齡仍保有健康身姿，被許多日本民眾認為是（即年老後依旧十分健康）。

## 姊妹

### 成田金
- 雙胞胎姊姊[註 1]，1892年（明治25年）8月1日生。血型O型。

- 2000年（平成12年）1月23日上午6點55分因心臟衰竭去世，享壽107歲。

### 蟹江銀
- 雙胞胎妹妹[註 1]，1892年（明治25年）8月1日生。血型O型。

- 2001年（平成13年）2月28日上午1點50分因衰老去世，享壽108歲。

## 生平

### 早年
1892年8月1日（明治25年）出生於愛知縣愛知郡鳴海町（今愛知縣名古屋市綠區），為矢野家之長女與次女。二人為同卵雙胞胎，外观上一模一样。
1913年（大正2年），21歲的蟹江銀與一位農民家的兒子蟹江園次郎結婚。以養蚕和賣繭為生。因此，從初夏到夏末都埋身在蠶棚里。隔年，生下一女。最後總共育有4名女兒、5名孫兒女以及9名曾孫。
由於中日戰爭爆發，停止從中國進口的雞飼料，蟹江家選擇停止家禽業。而成田金與良吉和之間生下了5男7女，並將長子和次子送往中國大陸的戰場。

### 走紅
1991年，迎來虛歲百歲生日，時任愛知縣知事與名古屋市長向兩人祝壽登上新聞。又因樂清公司的電視廣告「金婆婆100歲，銀婆婆也100歲，打給樂清100號100號」（きんは100歳100歳、ぎんも100歳100歳。ダスキン呼ぶなら100番100番。）聞名日本全國，隨即在日本放送电台中出演。廣告句也被選為1992年新語、流行語大賞。
1992年2月21日，首次發表CD《小金與小銀》（きんちゃんとぎんちゃん；作詞：松本礼兒、作曲：穗口雄右），超越浦邊粂子成為日本最高齡歌手。此曲亦在Oricon公信榜上獲得39名。1993年12月31日，在《NHK紅白歌合戦》出場成為應援來賓。
1992年9月15日（敬老之日），NHK播放紀錄片，在名古屋地區達到了31%的收視率。
1992年12月與1998年12月，登上朝日電視台電視節目《徹子的房間》，是截至2020年最年長的來賓。
1993年，受邀參加日本皇室春天的園遊会。認識了放送大學的教授，成田金因而開始在大學旁聽。
1995年，以103歲高齡第一次出國，與台灣1028對雙胞胎在台中廣播開播典禮大集合。

## 其他
- 「今年的漢字」於2000年選字為「金」，原因為：谷亮子與高橋尚子為日本獲得2000年夏季奧林匹克運動會金牌，金大中與金正日進行高峰會談，以及成田金去世。

## CD
- （1992年2月21日）
- （1992年7月17日）
- （1992年10月21日）
- （1998年11月21日）

## 电视节目
- 《NHK紅白歌合戦》（1993年12月31日）

## 註解
1. 1 2  當時的習慣是雙胞胎中先出生者為妹，故蟹江銀事實上較早出生。
2. ↑  因為第二名女兒夭折，所以實際上共有5名女兒。